# Einsiedlerhöhlen von Tihany
Die Einsiedlerhöhlen von Tihany (ungarisch Barátlakások) liegen auf der Halbinsel Tihany am Nordufer des Balaton in Ungarn.

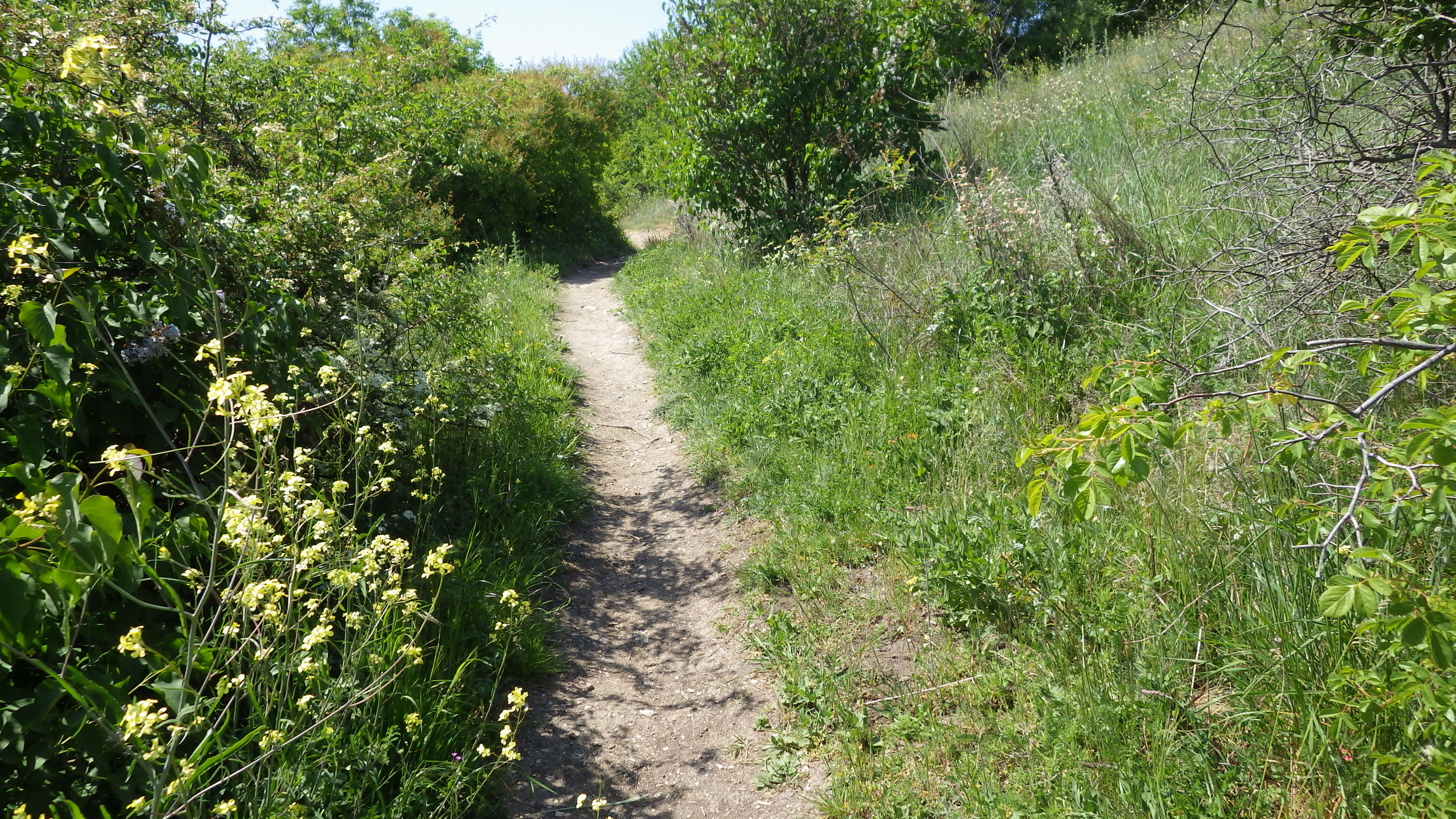
Weg zu den Einsiedlerhöhlen am Óvár-Berg

## Geographische Lage
Die Einsiedlerhöhlen liegen auf einer Höhe von ungefähr 165 Metern am Nordhang des 207 Meter hohen Óvár-Berges zwischen den Ortsteilen Tihanyvár und Gödrös.
Von der Spitze des Kalvarienberges in Tihany führt ein Fußweg am Südwesthang des Óvár-Berges entlang. Nach etwa zwei Kilometern wendet der Pfad sich nach Norden und kurz darauf nach Osten um den Berg herum und erreicht nach wenigen Metern die Höhlen. Der Fußweg führt durch eine Landschaft mit sogenannten „pannonischen Rasenarten“, die zahlreiche seltene und geschützte Pflanzen beheimatet.
Der ursprüngliche Name der Quelle war „Russen-Brunnen“ (ungarisch Orosz kútnak), was dahingehend gedeutet werden kann, dass die Einsiedler russische Basilianer waren.
Auf allen Wegweisern sind die Höhlen nur auf Ungarisch mit „Barátlakások“ genannt.
Der Óvár-Berg ist ein Basalttufffelsen.
Auf seinem Gipfel befinden sich Erdschanzenreste.

## Geschichte
Ende der Bronzezeit wurde die Erdburg auf dem Óvár-Berg gebaut. Sie war Fürstenresidenz und Zufluchtsort für die Bevölkerung in Kriegszeiten. Auf ihrer Südseite befinden sich Hügelgräber ihrer Bewohner. Diese wurden um 1970 archäologisch erschlossen.
Man fand Scherben von Tongeschirr, bronzene Schmuckstücke und verkohlte Weizenkörner.

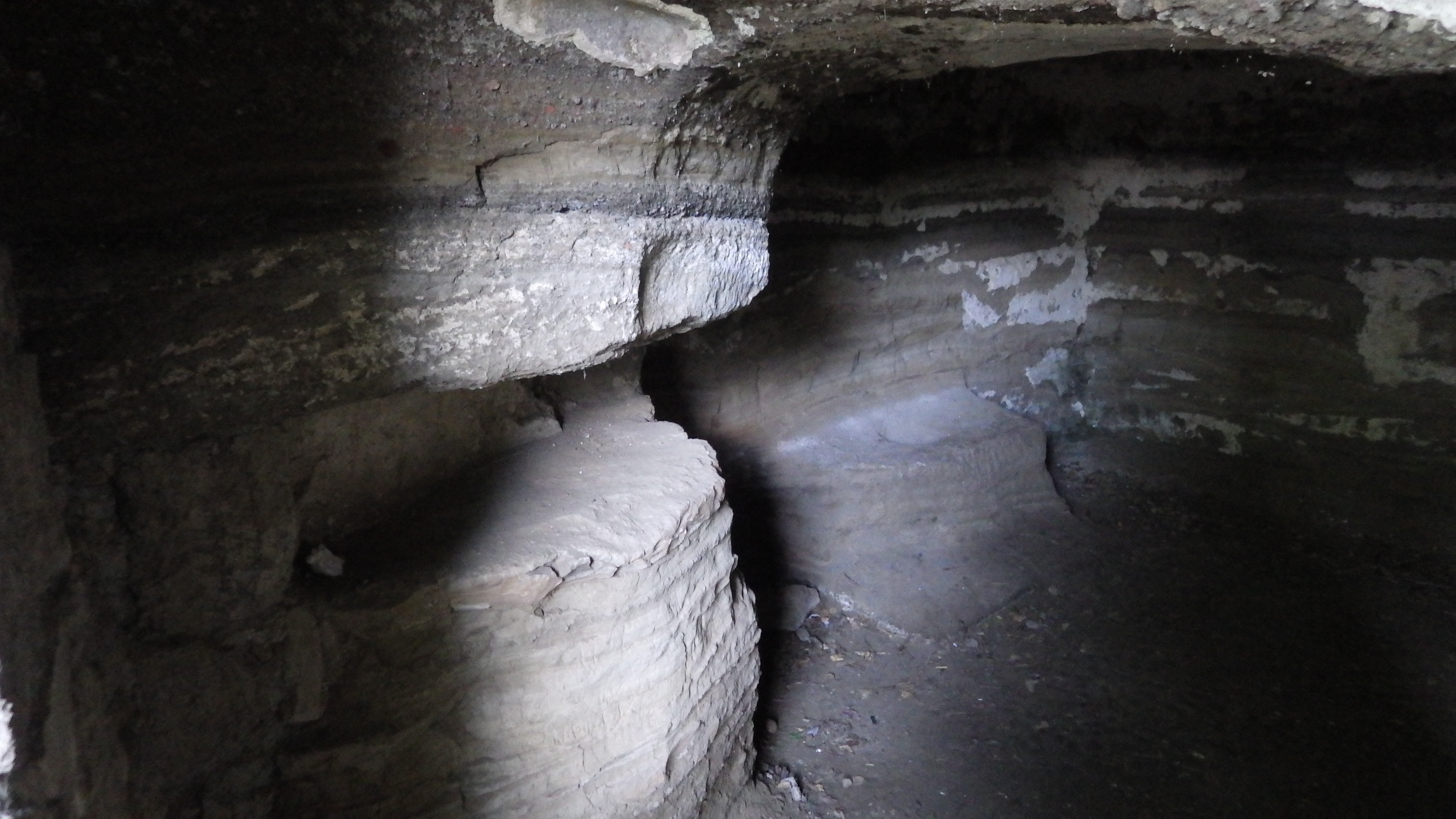
Einsiedlerhöhle auf Tihany

Ab dem 12. Jahrhundert begannen griechisch-orthodoxe Einsiedler Höhlen in den Osthang des Óvár-Berges zu graben.
Nach dem Muster einer Laura gruben sie nach Osten ausgerichtet eine Kapelle, einen Essraum und andere Höhlen.
Aufgrund der Ausrichtung der Altäre in den Zellen nach Osten, der ungewöhnlich hohen Anzahl der Altäre und der früheren Bezeichnung von Tihany als Oroszkö = Russenstein kann angenommen werden, dass die Bewohner der Einsiedelei russische Basilianer waren.
1952 wurden viele dieser Höhlen durch einen Felssturz zerstört.
Heute sind nur noch drei Höhlen erhalten, die 1994 durch Stabilisierungsmaßnahmen geschützt wurden.
Die Einsiedlerhöhlen stehen unter Denkmalschutz.